# Мартін Картер
Мартін Вайлд Картер (7 червня 1927 — 13 грудня 1997) — гаянський поет і політичний діяч. Широко визнаний найвеличнішим поетом Гаяни та одним із найважливіших поетів Карибського регіону. Картер найбільш відомий своїми віршами протесту, опору та революції. Він відігравав активну роль у політичному житті Гаяни, особливо у роки, які передували її незалежності у 1966 році, та після неї. Відомо, що у жовтні 1953 року британський уряд ув'язнив його у Гаяні (тоді Британська Гвіана) за звинуваченнями у «поширенні розбрату» та знову у червні 1954 року за участь у процесії Народної прогресивної партії. Незабаром після першого звільнення з в'язниці він опублікував свою найвідомішу поетичну збірку «Вірші опору з Британської Гвіани» (1954).

## Біографія
Мартін Картер народився 7 червня 1927 року у Джорджтауні у тодішній Британській Гвіані (тепер Гаяна) у сім'ї Віктора Еммануеля та Вайолет Юджин Картер (уроджена Вайлд). Він був одним із семи братів і сестер. З 1938 до 1947 рік він відвідував школу Королівського коледжу у Джорджтауні. Після закінчення коледжу Картер вирішив не вступати до університету, а замість цього пішов на державну службу, де працював на пошті, а потім у в'язниці. У 1948 році «фрагмент» вірша «Ода до півночі» Картера надрукували у літературному журналі «Kyk-Over-Al» Артура Джеймса Сеймура. У 1950 році Картер став одним із засновників соціалістичної й антиколоніальної Народної прогресивної партії (НПП) на чолі з Чедді Джаганом. Він опублікував свій другий вірш «Індіанка» в тому ж році в журналі НПП «Грім» (під псевдонімом М. Блек). Картер одружився з Філліс Говард у 1953 році, і їх перша дитина, Кіт, народилася пізніше того ж року.
У 1953 році Картер залишив державну службу та балотувався від НПП на перших загальних виборах у Британській Гвіані. Його не обрали, але партія здобула переконливу перемогу. У жовтні 1953 року, після оголошення британським урядом надзвичайного стану у Гаяні, його заарештували та утримували без пред'явлення звинувачень на авіабазі США у Тімегрі за підозрою у «поширенні ворожнечі» разом з Еусі Кваяною та Чедді Джаганом. Під час перебування під вартою затримані розпочали 23 листопада голодування на знак протесту проти несправедливості уряду та їхнього утримання на невизначений термін без звинувачення. Він перебував у в'язниці до січня 1954 року, його звільнили з умовою не залишати Джорджтаун. Обмеження діяли до 1957 року. У травні 1954 року "Вірші опору з Британської Гвіани " вийшли друком у Лондоні марксистським видавництвом Lawrence & Wishart, це один з перших випадків публікації карибського автора за межами Карибського басейну. У червні 1954 року його знову заарештували на шість місяців за участь у процесії НПП. Його друга дитина, Соня, народилася незабаром після його звільнення.
Розбіжності всередині НПП призвели до розколу партії та заснування суперницької партії, Народного національного конгресу (ННК) (під керівництвом Форбса Бернема) у 1955 році, Картер вирішив залишитися у НПП. Однак це тривало недовго: лише через рік, у 1956 році, його виключили з НПП за «ультраліві погляди». Після виходу з партії він недовго працював інформаційним офіцером у Джорджтаунському офісі Британської Ради. З 1959 до 1967 року Картер працював інформаційним офіцером Booker (багатонаціональної компанії та власника гаянських цукрових плантацій). Після проголошення незалежності Гаяни у травні 1966 року він залишив Booker і приєднався до ННК як міністр інформації та культури з 1967 року. У 1966—1967 роках він представляв Гаяну в ООН. Занепокоєний тим, як розвивався уряд НПК, у листопаді 1970 року він залишив посаду й урядову політику, зазначивши, що він хоче жити «просто як поет, залишаючись з народом». З 1970 до 1978 рік він працбвав у Booker. Після цього Картер став викладачем творчого письма та штатним митцем в Університеті Гаяни. Протягом цього часу він написав «Вірші про спадщину», опубліковані у 1977 році New Beacon Books. У 1978 році його жорстоко побили під час демонстрації проти ННК та їхньої відмови провести вибори. У політичному плані він симпатизував Альянсу трудящих Еусі Кваяни та Волтера Родні, хоча він ніколи не був членом партії.
У 1992 році Картер взяв участь у Гаянському турі письменників у Великій Британії разом з Вілсоном Гаррісом, Фредом Д'Агюяром і Ґрейс Ніколс. У 1993 році Картер переніс інсульт і втратив здатність ходити та говорити. Він помер 13 грудня 1997 року, у нього залишилася дружина та четверо дітей. Його поховали на місці Героїв у Ботанічному саду у Джорджтауні, — честь, яку раніше отримували очільники країни.

## Поезія та критика
Збірка Картера «Вірші опору», опублікована у 1954 році, закріпила за ним репутацію могутнього морального та політичного голосу.
Тривалий час розглядався як поет, який торкався тем політики, опору та протесту, його пізніші вірші часто були дуже особистими. Однак найбільше він відомий своїм потужним віршем-протестом 1960-х років «I come from the nigger yard of yesterday».
На джазовому концерті Live from Lincoln Center для жертв урагану Катріна Денні Ґловер процитував рядки Картера, вперше у XXI столітті привернувши увагу громадськості у Північній Америці.

## Вибіркова бібліографія
- The Hill of Fire Glows Red, Miniature Poets, 1951.
- The Kind Eagle, privately printed, 1952.
- The Hidden Man, privately printed, 1952.
- Poems of Resistance from British Guiana, Lawrence and Wishart, 1954.
- Poems of Shape and Motion, privately printed, 1955.
- Jail Me Quickly, privately printed, 1963.
- Poems of Succession, New Beacon, 1977.
- Poems of Affinity, Release, 1980.
- Selected Poems, Demerara, 1989.
- University of Hunger: Collected Poems and Selected Prose. Ed. Gemma Robinson. Bloodaxe, 2006.

## Нагороди
- 1989: Премія Гаяни з літератури
- 1994: Орден Рорайма за видатний внесок у літературу
- 1996: Міжамериканська культурна премія Габріели Містраль за внесок у літературу

## Опера
Опера Ганни Кендалл «Ніж світанку» заснована на історії Картера.

## Додаткова література
- Roopnaraine, Rupert (1988). Web of October:Re-Reading Martin Carter. Leeds: Peepal Tree Press. ISBN 978-0-948833-18-2.